# Зенит (футбольный клуб, Иркутск)
«Зени́т» — бывший профессиональный российский футбольный клуб из Иркутска, выступавший в первенстве ПФЛ.

## История

### Третий дивизион
С момента создания и до 2016 года клуб «Зенит» Иркутск имел статус любительской команды, основу которой составляли старшие воспитанники футбольной ДЮСШ «Иркут-Зенит», существующей при ОАО «Иркут». Команда выступала в Первенствах и Кубках России среди любительских футбольных клубов (Высшая и Первая лиги — третий и четвертый дивизионы соответственно, Кубок Сибири — Кубок среди команд третьего дивизиона, зона «Сибирь»), а также в соревнованиях Иркутской области и города Иркутска.
Негосударственная футбольная школа «Зенит» поставляла своих воспитанников в «Звезду», а после и в «Байкал». Самый известный воспитанник — Андрей Ещенко, часто приезжает в Иркутск и проводит благотворительные турниры.

### ПФЛ
В 2016 году после банкротства «Байкала», на фоне недовольства общественности, правительство Иркутской области приняло принципиальное решение о том, что футбольный клуб второго дивизиона в Иркутске будет. Выбор пал на «Зенит», так как у клуба было то, чего не было у предыдущих футбольных клубов Иркутска: мощная футбольная школа и хорошая, по меркам второго дивизиона, инфраструктура. После получения лицензии и статуса профессионального футбольного клуба, «Зенит» заявился в первенство ПФЛ сезона 2016/17. В третьем дивизионе место «Зенита» заняла молодёжная команда клуба. Найдя спонсора и получив годовой бюджет чуть больше 40 миллионов рублей (в три раза меньше, чем был у «Байкала»), руководство клуба объявило, что команда будет формироваться принципиально из молодых футболистов и собственных воспитанников. Основной целью было объявлено создание команды способной достойно представлять город и бороться за медали.
Сезоны 2016/17 и 2017/18 команда завершила на 5-м месте зоны «Восток».
В сезоне 2018/19, за два тура до окончания сезона, победив в домашнем матче «Читу» 1:0, «Зенит» впервые в своей истории завоевал бронзовые медали первенства России среди команд второго дивизиона зоны «Восток».
В сезоне 2019/20 «Зенит» занял последнее 6-е место в зоне «Восток».

#### Сезон 2020/21
После расформирования зоны «Восток» «Зенит» был отправлен в группу 2 (бывш. «Центр»). В этом сезоне «Зенит» добился наивысшего достижения в Кубке России, дойдя до элитного группового раунда.
| Раунд         | Соперник        | Счёт           | Дата             |
| ------------- | --------------- | -------------- | ---------------- |
| 1/128         | Чита            | 0:1            | 19 августа 2020  |
| 1/64          | Новосибирск     | 1:1 (4:3 пен.) | 2 сентября 2020  |
| Элитный раунд |                 |                |                  |
| 1-й тур       | Химки           | 0:1            | 15 сентября 2020 |
| 2-й тур       | Нижний Новгород | 0:0 (3:4 пен.) | 30 сентября 2020 |

1 апреля 2021 года пресс-служба клуба сообщила о прекращении существования команды. В чемпионате города продолжает играть команда под наименованием «Зенит-Иркутск».

## Результаты выступлений в чемпионатах страны

### Хронология
| Сезон   | Турнир                                 | Место    | И  | В | Н | П  | М     | О  | Примечания                                |
| ------- | -------------------------------------- | -------- | -- | - | - | -- | ----- | -- | ----------------------------------------- |
| 2003    | КФК, «Сибирь», высшая лига, группа «А» | 6 из 6   | 10 | 2 | 2 | 6  | 8-22  | 8  | Вылет                                     |
| 2004    |                                        |          |    |   |   |    |       |    |                                           |
| 2005    | ЛФЛ, «Сибирь», первая лига             | 3 из 4   | 12 | 4 | 1 | 7  | 20-27 | 13 | Переход в ЛФЛ Сибирь, Высшая лига         |
| 2006    | ЛФЛ, «Сибирь», высшая лига             | 7 из 10  | 18 | 6 | 3 | 9  | 27-40 | 21 |                                           |
| 2007    | ЛФЛ, «Сибирь», высшая лига             | 8 из 10  | 18 | 4 | 6 | 8  | 35-40 | 18 |                                           |
| 2008    |                                        |          |    |   |   |    |       |    |                                           |
| 2009    |                                        |          |    |   |   |    |       |    |                                           |
| 2010    | ЛФЛ, «Сибирь», высшая лига             | 7 из 10  | 18 | 6 | 3 | 9  | 23-30 | 21 |                                           |
| 2011/12 | ЛФЛ, «Сибирь», высшая лига             | 12 из 12 | 33 | 5 | 1 | 27 | 27-83 | 16 | Вылет в ЛФЛ Сибирь, Первая лига           |
| 2012/13 | ЛФЛ, «Сибирь», первая лига             | 4 из 5   | 8  | 2 | 2 | 4  | 9-14  | 8  |                                           |
| 2013    | Чемпионат Иркутской области            | 6 из 11  | 20 | 5 | 6 | 9  | 29-35 | 21 |                                           |
| 2014    | 3 дивизион, «Сибирь», первая лига      | 4 из 8   | 14 | 7 | 4 | 3  | 25-13 | 25 |                                           |
| 2015    | 3 дивизион, «Сибирь», первая лига      | 1 из 7   | 12 | 9 | 2 | 1  | 50-10 | 29 | Переход в ЛФЛ Сибирь, Высшая лига         |
| 2016    | 3 дивизион, «Сибирь», высшая лига      | 9 из 12  | 22 | 3 | 8 | 11 | 26-41 | 17 | Переход во Первенство ПФЛ                 |
| 2016/17 | ПФЛ, «Восток»                          | 5 из 6   | 20 | 4 | 4 | 12 | 20-34 | 16 |                                           |
| 2017/18 | ПФЛ, «Восток»                          | 5 из 6   | 20 | 6 | 4 | 10 | 22-34 | 22 |                                           |
| 2018/19 | ПФЛ, «Восток»                          | 3 из 6   | 20 | 7 | 7 | 6  | 21-20 | 28 |                                           |
| 2019/20 | ПФЛ, «Восток»                          | 6 из 6   | 12 | 3 | 0 | 9  | 6-16  | 9  |                                           |
| 2020/21 | ПФЛ, группа 2                          | 16 из 16 | 15 | 5 | 2 | 23 | 15-68 | 17 | Снялся после 15-ти туров. Расформирование |